# Stazione di Incheon Cargo Terminal
La stazione di Airport Int'l Airport Cargo Terminal (공항화물청사역 - 空港貨物廳舍驛, Gonghang Hwamul Cheongsa-yeok ) è una stazione ferroviaria lungo la linea AREX per l'aeroporto di Incheon situata nel quartiere di Jung-gu a Incheon, in Corea del Sud. La stazione serve un'area con ristoranti e hotel a servizio dei passeggeri dell'aeroporto di Seul-Incheon.

## Linee
Korail
■ AREX (Codice: A09)

## Struttura
La stazione è realizzata sottoterra, con due marciapiedi laterali e due binari passanti protetti da porte di banchina.
| 1 | ■ AREX | per Incheon Aeroporto                               |
| 2 | ■ AREX | per Unseo, Geomam, Gimpo Aeroporto, Gongdeok e Seul |

## Stazioni adiacenti
| «                    | Servizio   | »          |
| Linea AREX           | Linea AREX | Linea AREX |
| -------------------- | ---------- | ---------- |
| Incheon Aeroporto    | Locale     | Unseo      |
| L'espresso non ferma |            |            |